# Paul Ferrier
Pour les articles homonymes, voir Ferrier (homonymie).
Œuvres principales
La Marocaine (1879)
Joséphine vendue par ses sœurs (1886)
Le Chevalier d'Harmental (1896)
La Fille de Tabarin (1901)
Scènes principales
théâtre du Gymnase, Théâtre-Français
Opéra-Comique, Opéra de Paris
Paul Ferrier est un dramaturge et librettiste français né le 29 mars 1843 à Montpellier (Hérault) et mort le 11 septembre 1920 à Nouan-le-Fuzelier (Loir-et-Cher).
Auteur prolifique, on lui doit de nombreuses comédies et livrets d'opérettes et d'opéras, seul ou en collaboration, dont les adaptation françaises de Tosca et  Madame Butterfly de Giacomo Puccini, La Chauve-souris de Johann Strauss fils et La Flûte enchantée de Mozart.

## Biographie

### Jeunesse et études
Michel Marie Paul Raoul Ferrier naît le 29 mars 1843 à Montpellier de Gustave Marie Zephyrin Ferrier, avoué et premier adjoint au maire de Montpellier et Adélaïde Louise Agathe  de Falginères-Villeneuve.

### Carrière
Il a déjà produit plusieurs comédies quand il connaît le succès en 1873 avec deux courtes pièces, Chez l'avocat et Les Incendies de Massoulard. Il est également l'auteur des Compensations (1876) et de L'Art de tromper les femmes (1890) avec Émile de Najac.
Un de ses plus grands succès est Joséphine vendue par ses sœurs (1886), opéra bouffe écrit en collaboration avec Fabrice Carré sur une musique de Victor Roger, parodie de l'histoire biblique de Joseph (vendu par ses frères).
Il écrit aussi des livrets d'opéra, dont La Marocaine (1879), musique de Jacques Offenbach, Le Chevalier d'Harmental (1896), musique d'André Messager d'après la pièce d'Alexandre Dumas et, en collaboration avec Victorien Sardou, La Fille de Tabarin (1901), musique de Gabriel Pierné, et la version française de Tosca (1903), musique de Giacomo Puccini. Il adapte également en français le livret de Madame Butterfly du même compositeur représenté à l'Opéra-Comique le 28 décembre 1906.
Il meurt à l'âge de 77 ans le 11 septembre 1920 à Nouan-le-Fuzelier (Loir-et-Cher), où il s'était retiré, et est inhumé le 17 septembre 1920 dans le caveau familial au cimetière du Père-Lachaise à Paris.

### Vie privée
De sa relation avec Jeanne Léopoldine Briol, fille de Jean-Baptiste Marcelin Briol dit Marcel Briol, auteur et entrepreneur de spectacle, notamment à Bruxelles, et de l'actrice Françoise Lafon, naît en le 5 février 1865 Jeanne Marie Gabrielle dite Jeanne-Paul, qui deviendra également autrice, collaborant notamment avec son père sur plusieurs pièces (La Cornette en 1909, Yvonic en 1913). Le couple se marie le 12 septembre 1868 à Bordeaux et Ferrier reconnaît l'enfant le jour même.
Il serait également le père de Marthe Paule Roucole dite Paule Andral (1879-1956), née de sa liaison avec la comédienne Henriette Roucole (dite Henriette Andral)[réf. nécessaire].

## Œuvres

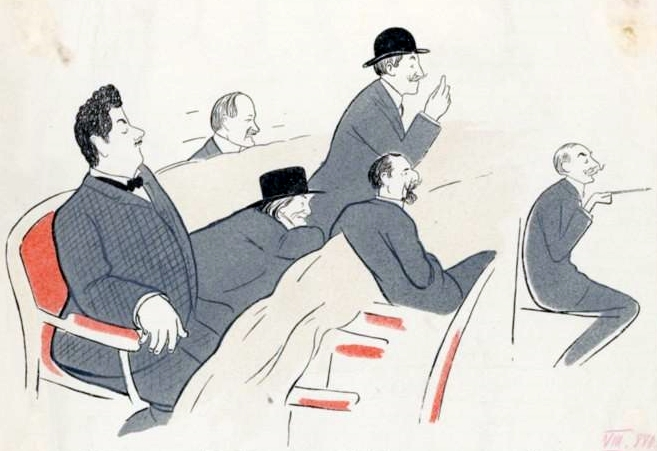
Une répétition à l'Opéra-Comique, 1903.
(de g. à d.) Giacomo Puccini, Tito Ricordi (à l'arrière), Victorien Sardou, Paul Ferrier, Albert Carré et André Messager.

### Théâtre
- La Revanche d'Iris, comédie en 1 acte, Théâtre-Français, 25 mars 1868
- Un mari qui voisine, comédie en 1 acte, en vers, théâtre du Vaudeville, 21 décembre 1869
- Une femme est comme votre ombre, comédie en 1 acte, en vers, théâtre du Vaudeville, 24 février 1870
- La Crémaillère, comédie en 1 acte, en vers libres, théâtre de l'Odéon, 11 septembre 1872
- Gilbert, comédie en 3 actes, en prose, théâtre de l'Odéon, 3 décembre 1872
- Chez l'avocat, comédie en 1 acte en vers libres, Théâtre-Français, 22 juillet 1873[6]
- Les Incendies de Massoulard, comédie en 1 acte, en prose, théâtre du Palais-Royal, 12 septembre 1873
- Tabarin, comédie en 2 actes, en vers, Théâtre-Français, 15 juin 1874
- La Partie d'échecs, comédie en 1 acte, théâtre du Palais-Royal, 7 juillet 1876
- Les Cinq Filles de Castillon, comédie en 1 acte et en prose, théâtre du Gymnase, 15 juillet 1876
- Les Compensations, comédie en 3 actes, en vers, théâtre du Gymnase, 16 septembre 1876
- Au grand col, comédie en 1 acte, théâtre du Palais-Royal, 16 mars 1877
- La Chaste Suzanne, comédie-vaudeville en 2 actes, théâtre du Palais-Royal, 4 juillet 1877
- La Femme de chambre, comédie en 3 actes, en prose, théâtre du Gymnase, 9 février 1878
- Ducanois, monologue en 1 acte, en vers libres, théâtre du Gymase, 20 avril 1878
- Paris sans cochers, à-propos en 1 acte, théâtre du Gymnase, 18 août 1878
- Le Codicille, comédie en 1 acte, en prose, théâtre du Gymnase, 31 janvier 1879
- Les Îlotes de Pithiviers, comédie en 3 actes, en prose, théâtre du Gymnase, 1er septembre 1879
- Nos députés en robes de chambre, comédie en 4 actes, en prose, théâtre du Vaudeville, 19 mai 1880
- L'Heure du pâtissier, comédie en 1 acte, en prose, théâtre du Vaudeville, 13 septembre 1880
- Un quart d'heure avant sa mort, pièce en 1 acte, en prose, 1881
- La Course au baiser, comédie en un acte, en prose, 1882
- Le Parisien, pièce en 3 actes, avec Raoul Vast et Gustave Ricouard, théâtre des Nouveautés, 9 mars 1881[7]
- La Rue Bouleau, comédie en 3 actes, avec Raoul Vast et Gustave Ricouard, théâtre des Menus-Plaisirs, 29 octobre 1882
- Madame est jalouse, comédie en 1 acte, théâtre du Palais-Royal, 1er mai 1883
- La Vie facile, comédie en 3 actes, avec Albéric Second, théâtre du Vaudeville, 19 mai 1883
- La Flamboyante, comédie en 3 actes, avec Félix Cohen et Albin Valabrègue, théâtre du Vaudeville, 22 février 1884
- La Doctoresse, comédie en 3 actes, avec Henry Bocage, théâtre du Gymnase, 17 octobre 1885
- Dix jours aux Pyrénées, voyage circulaire en cinq actes et dix tableaux, théâtre de la Gaîté, 22 novembre 1887
- Nos bons jurés, comédie en 3 actes, avec Fabrice Carré, théâtre des Variétés, 5 décembre 1887
- L'Art de tromper les femmes, comédie en 3 actes, avec Émile de Najac, théâtre du Gymnase, 7 octobre 1890
- L'Article 231, comédie en 3 actes, Comédie-Française, 11 juillet 1891.
- Souper de centième, à-propos en vers libres, théâtre du Vaudeville, 25 janvier 1892.
- Le Trésor des Radjalis, pièce à grand spectacle en cinq actes et quatorze tableaux d'Adolphe d'Ennery et Paul Ferrier, théâtre du Châtelet, 3 février 1894[8]
- Le Jeu de l'amour et du bazar, comédie en 1 acte, théâtre des Nouveautés, 17 septembre 1894
- À qui le caleçon, vaudeville en 3 actes, théâtre de Cluny, 25 mars 1899
- La Troisième Lune, comédie en 3 actes, théâtre du Vaudeville, 7 mai 1904
- La Nuit de février, à-propos en vers libres, théâtre Femina, 25 février 1908
- La Cornette, comédie en 3 actes, avec Jeanne-Paul Ferrier, théâtre de l'Athénée, 8 octobre 1909

- Yvonic, pièce en 3 actes et en vers, avec Jeanne-Paul Ferrier, Comédie-Française, 2 août 1913.

### Livrets
- Chilpéric, opéra-bouffe en 3 actes, musique d'Hervé, théâtre des Folies-Dramatiques, 24 octobre 1868.
- La Petite Muette, opéra-comique en 3 actes, musique de Gaston Serpette, théâtre des Bouffes-Parisiens, 3 octobre 1877.
- La Marocaine, opéra bouffe en 3 actes, musique de Jacques Offenbach, théâtre des Bouffes-Parisiens, 13 janvier 1879.
- Les Mousquetaires au couvent, opéra-comique en 3 actes, avec Jules Prével, musique de Louis Varney, théâtre des Bouffes-Parisiens, 16 mars 1880.
- Les Mille et Une Nuits, féerie en 3 actes et 31 tableaux, avec Adolphe d'Ennery, musique d'Amédée Artus, théâtre du Châtelet, 14 décembre 1881.
- Fanfan la Tulipe, opéra-comique en 3 actes et 4 tableaux, avec Jules Prével, musique de Louis Varney, théâtre des Folies-Dramatiques, 21 octobre 1882.
- Babolin, opéra-comique en 3 actes, avec Jules Prével, musique de Louis Varney, théâtre des Nouveautés, 19 mars 1884 [9]
- Tabarin, opéra en 2 actes, musique d'Émile Pessard, Académie nationale de musique, 12 janvier 1885.
- La Vie mondaine, opérette en 4 actes, avec Émile de Najac, musique de Charles Lecocq, théâtre des Nouveautés, 12 février 1885.
- Les Petits Mousquetaires, opéra-comique en 3 actes et 5 tableaux, avec Jules Prével, musique de Louis Varney, théâtre des Folies-Dramatiques, 5 mars 1885[10]
- Coco-Fêlé, féerie en 4 actes et 32 tableaux, avec Paul Burani et Edmond Floury, théâtre du Châtelet, 26 septembre 1885.
- Joséphine vendue par ses sœurs, opéra-bouffe en 3 actes, avec Fabrice Carré, musique de Victor Roger, théâtre des Bouffes-Parisiens, 20 mars 1886.
- La Briguedondaine, revue en 3 actes et 5 tableaux, avec Gaston Jollivet et Charles Clairville, théâtre du Palais-Royal, 7 septembre 1886.
- Le Valet de cœur, opérette en 3 actes, avec Charles Clairville, musique de Raoul Pugno, théâtre des Bouffes-Parisiens, 19 avril 1888.
- Riquet à la houppe, féerie en 3 actes et 1 prologue, avec Charles Clairville, musique de Louis Varney, Théâtre des Folies-Dramatiques, 20 avril 1889.
- Cendrillonnette opérette en 3 actes, musique de Gaston Serpette et Victor Roger, théâtre des Bouffes-parisiens, 24 janvier 1890.
- Le Fétiche, opérette en 3 actes, avec Charles Clairville, musique de Victor Roger, 13 mars 1890.
- Samsonnet, opérette en 3 actes, musique de Victor Roger, théâtre des Nouveautés, 26 novembre 1890.
- La Fée aux chêvres, opéra-comique en 3 actes, avec Albert Vanloo, musique de Louis Varney, théâtre de la Gaîté, 18 décembre 1890.
- Mademoiselle Asmodée, opéra-comique en 3 actes, avec Charles Clairville, musique de Paul Lacôme et Victor Roger, théâtre de la Renaissance, 24 novembre 1891.
- Me-Na-Ka, légende japonaise, musique de Gaston Serpette, théâtre des Nouveautés, 2 mai 1892.
- Miss Robinson, opérette en 3 actes, musique de Louis Varney, théâtre des Folies-Dramatiques, 17 juillet 1892.
- Calendal, opéra en 4 actes et 5 tableaux, tiré du poème de Frédéric Mistral, musique de Henri Maréchal, théâtre des Arts de Rouen, 21 décembre 1894 Calendal sur Gallica.
- Chilpéric, opéra bouffe en 3 actes et 4 tableaux, avec Hervé, musique de Hervé, théâtre des Variétés, 1er février 1895.
- La Dot de Brigitte, opérette en 3 actes, avec Antony Mars, musique de Gaston Serpette et Victor Roger, théâtre des Bouffes-Parisiens, 6 mai 1895.
- Le Carnet du diable, opérette, avec Ernest Blum, musique de Gaston Serpette, théâtre des Variétés, 23 octobre 1895.
- Le Chevalier d'Harmental, opéra-comique en 5 actes, d'après Alexandre Dumas et Auguste Maquet, musique d'André Messager, Opéra-Comique, 5 mai 1896.
- Le Carillon, opérette en 4 actes, avec Ernest Blum, musique de Gaston Serpette, théâtre des Variétés, 7 novembre 1896.
- Le Petit Chaperon rouge, opérette en 3 actes, avec Ernest Blum et Pierre Decourcelle, musique de Marius Baggers, théâtre du Châtelet, 22 décembre 1900.
- La Fille de Tabarin, comédie lyrique en 3 actes, avec Victorien Sardou, musique de Gabriel Pierné, Opéra-Comique, 8 février 1901.
- Ordre de l'Empereur ! opéra-comique en 3 actes et 4 tableaux, musique de Justin Clérice, théâtre des Bouffes-Parisiens, 3 mars 1902.
- Madame la Présidente, opérette en 3 actes, avec Auguste Germain, musique d'Edmond Diet, théâtre des Bouffes-Parisiens, 12 septembre 1902.
- Tosca, drame lyrique, adaptation française avec Victorien Sardou, musique de Giacomo Puccini, Opéra-Comique, 13 octobre 1903.
- La Fille de Roland, tragédie musicale en 4 actes, d'après Henri de Bornier, musique de Henri Rabaud, Opéra-Comique, 16 mars 1904.
- La Chauve-souris, opérette en 3 actes, adaptation française d'après Henri Meilhac et Ludovic Halévy, musique de Johann Strauss fils, théâtre des Variétés, 22 avril 1904.
- La Petite Bohême, opérette en 3 actes, d'après Henry Murger, musique de Henri Hirschmann, théâtre des Variétés, 21 janvier 1905.
- Madame Butterfly, adaptation française, musique de Giacomo Puccini, Opéra-Comique, 28 décembre 1906
- La Catalane, drame lyrique en 4 actes, dont un prologue d'après Terra Baixa d'Àngel Guimerà, avec Louis Tiercelin, musique de Fernand Le Borne, Opéra de Paris, 24 mai 1907.
- La Flûte enchantée, adaptation française avec Alexandre Bisson, musique de Mozart, Opéra-Comique, 31 mai 1909.
- La Danseuse de Tanagra, drame musical en 4 actes et 5 tableaux, d'après L'Orgie latine de Félicien Champsaur, musique de Henri Hirschmann, Nice, Opéra, 10 février 1911.
- Le Voile du bonheur, d'après la pièce de Georges Clemenceau, comédie musicale en 2 actes, musique de Charles Pons, Opéra-Comique, mars 1911.
- La Petite Quaker, opérette en 3 actes avec Charles Quinel, musique de Lionel Monckton, Bruxelles, Alhambra, 14 décembre 1911.
- Les Merveilleuses, opérette en 3 actes, avec Victorien Sardou, musique de Hugo Felix, théâtre des Variétés, 24 janvier 1914.

## Filmographie partielle

### Comme scénariste
- 1911 : La Doctoresse (Rigadin et la Doctoresse) de Georges Monca.